# Mi piace come sei
Mi piace come sei (Me gusta como eres) è un brano musicale del 2007 interpretato da Niccolò Fabi e Jarabe de Palo, ed inserito in seguito nell'album Adelantando del gruppo spagnolo.

## Tracce
1. Mi piace come sei (Jarabe de Palo e Niccolò Fabi)
2. Me gusta como eres (Jarabe de Palo)